# مهبط ضوئي
المهبط الضوئي يقوم بتحويل الضوء إلى كهرباء، فعند سقوط فوتون واحد على المهبط الضوئي، يتحرر إلكترون من المهبط، بناء على ما اكتشفه أينشتاين في الظاهرة الكهروضوئية. يكوّن المهبط الضوئي جزءا من صمام تضخيم ضوئي وفي أجهزة إلكترونية أخرى للتصوير في هيئة طبقة رقيقة لاصقة على نافذة الصمام الزجاجية من الداخل (انظر أسفله). من المواد التي تصلح للمهبط الضوئي مادة أكسيد المغنسيوم ومادة أكسيد البيريليوم.

## الظاهرة الكهروضوئية
حينما يسقط فوتون واحد على مهبط ضوئي مصنوع على سبيل المثال من مادة زرنيخيد الغاليوم ، فإذا امتلك هذا الفوتون (ضوء) طاقة أكبر من قوة ارتباط الإلكترون في جزيء زرنيخيد الجاليوم، فإنه سيحرر إلكترونا واحدا من إلكترونات المهبط.

## الوظيفة

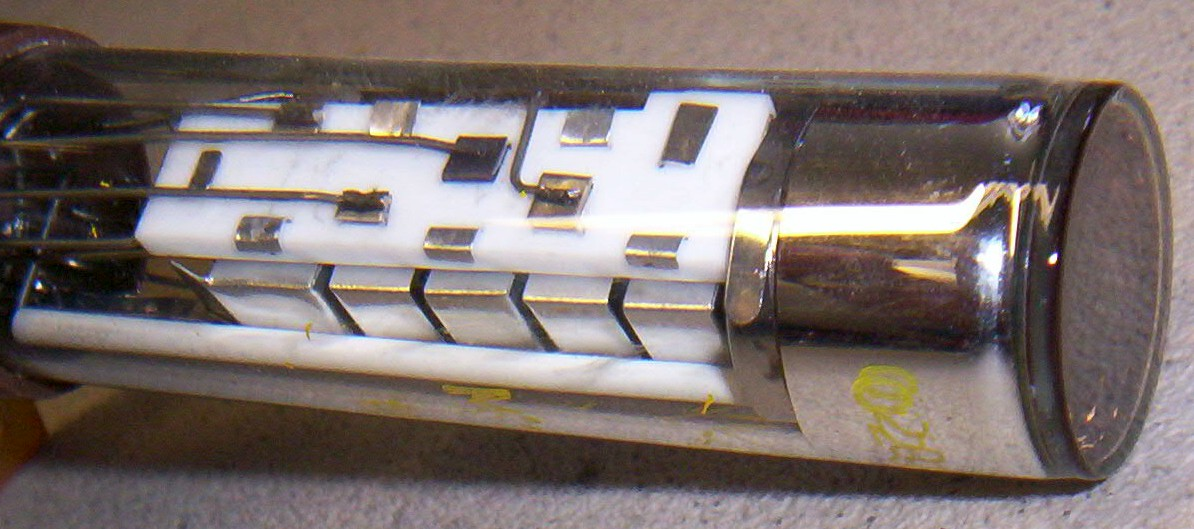
صمام التضخيم الضوئي: طوله 8 سنتيمتر ، نافذة مدخل الضوء إلى اليمين ولاصق بها من الداخل مادة "الكاثود الضوئي".

المهبط الضوئي هو مهبط كهربائي يستعمل في الأجهزة الضوئية مثل الصمام الضوئي وصمام التضخيم الضوئي وأجهزة التصوير مثل مشدد الصورة وأنبوبة كاميرا الفيديو. شحنة المهبط سالبة، لانجذاب الإلكترونات إليه، لكن اصطلح العلماء على جعل إشارته موجبة. لإن الشحنات المتنافرة هي التي تتجاذب بينما المتشابهة تتنافر. يتم صنع «المهبط الكهربائي» من مادة النحاس، أما  المهبط الضوئي  فيتم تغطيته بمادة حساسة للضوء بدرجة أكبر من النحاس - من تلك المواد أكسيد المغنسيوم وأكسيد الرصاص و يوديد السيزيوم ، وغيرها. فعندما يسقط ضوءا على المهبط الضوئي فهو يعمل على إصدار إلكترونا منه. ويمكن تضخيم الإلكترون وزيادة أعداده بواسطة صمام تضخيم ضوئي حتى تصل إلى ملايين الإلكترونات، تشكل نبضة كهربائية عند مخرج الصمام، ثم يتم عد النبضات بأجهزة إلكترونية أخرى.
تستغل تلك الظاهرة في صمامات التضخيم الضوئي وهي تعمل في أجهزة التصوير المقطعي المحوسب التي تستخدم في التشخيص الطبي. كذلك تستخدم في الرصد الفلكي لأشعة غاما والأشعة السينية.

## مواد المهبط الضوئي
بناء على الحاجة ونوع التطبيق، يتم اختيار مادة المهبط الضوئي. ويرتكز الاختيار على معيارين، الأول هو كمية الإلكترونات المحررة لعدد الفوتونات الساقطة أو كفاءة التحرير. والثاني هو الاستقرار الكيمائي للمادة. وبناء على ذلك يتم الاختيار.
من مواد المهبط الضوئي:
- الذهب
- زرنيخيد الغاليوم
- نتريد الغاليوم
- يوديد السيزيوم
- تيلوريد السيزيوم
- زرنيخيد إنديوم غاليوم
- أكسيد المغنسيوم

## اقرأ أيضا
- صمام تضخيم ضوئي
- تصوير مقطعي محوسب
- كاميرا شعاعية دقيقة
- مستقبل ضوئي متناسق